# James Six
James Six (Canterbury, 1731 – 1793) è stato un meteorologo e inventore inglese.

## Biografia
James Six nacque in una famiglia di origine belga trasferitasi in Inghilterra durante il regno di Elisabetta I. Inizialmente si occupò delle attività di famiglia riguardanti la produzione e il commercio della seta, ma in seguito fu attratto dalla filosofia della natura e studiò astronomia e meteorologia.
Nel 1780 inventò un nuovo tipo di termometro, il termometro a minima e a massima, che indicava le temperature minima e massima raggiunte nell'arco di una giornata. Nel 1782 la Royal Society ritenne importante l'invenzione e pubblicò un articolo su di essa.  Lo strumento fu perfezionato dal fisico italiano Angelo Bellani, che lo chiamò "termometrografo" e fu il primo ad utilizzarlo per gli studi di precisione in meteorologia. 
Nel 1783 Six effettuò una serie di misurazioni di temperatura nella torre campanaria della cattedrale di Canterbury e in seguito pubblicò vari articoli sulle variazioni della temperatura locale ed altre osservazioni meteorologiche. Nel 1792 venne ammesso a far parte della Royal Society.
Six morì all'età di 62 anni e fu sepolto a Canterbury nella Westgate Church.
È autore di un libro intitolato The Construction and Use of a Thermometer for Showing the Extreme Temperature in the Atmosphere, che fu pubblicato postumo nel 1974.